# Диас, Иван
Иван Диас (англ. Ivan Dias; 14 апреля 1936, Бомбей, ныне Мумбаи, Индия — 19 июня 2017, Рим, Италия) — индийский куриальный кардинал и ватиканский дипломат. Титулярный архиепископ Рузибизира с 8 мая 1982 по 8 ноября 1996. Апостольский нунций в Бенине, Гане и Того с 8 мая 1982 по 20 июня 1987. Апостольский нунций в Корее с 20 июня 1987 по 16 января 1991. Апостольский нунций в Албании с 16 января 1991 по 8 ноября 1996. Архиепископ Бомбея с 8 ноября 1996 по 14 октября 2006. Префект Конгрегации евангелизации народов с 20 мая 2006 по 10 мая 2011. Кардинал-священник с титулом церкви Спирито-Санто-алла-Феррателла с 21 февраля 2001.

## Образование
Окончил семинарию в Бомбее, Папскую Церковную академию (одно из старейших дипломатических учебных заведений Европы и мира) в Риме, степень доктора канонического права получил в Папском Латеранском университете. Свободно говорит на хинди, английском, итальянском, испанском и французском языках.

## На дипломатической работе
8 декабря 1958 года в Бомбее архиепископом этого города, кардиналом Валерианом Грасиасом посвящён в священники. В 1958—1961 годах — пастырское служение в приходах бомбейского архидиоцеза. С 1961 года по 1964 год продолжал обучение в Риме, после чего поступил на службу в Государственный секретариат Римской курии. Участвовал, в частности, в подготовке визита папы Павла VI в Бомбей в 1964 году.
С 1965 года по 1973 год — секретарь нунциатур в Дании, Швеции, Норвегии, Исландии, Финляндии, Индонезии, на Мадагаскаре, Коморских островах, островах Реюньон и Маврикий. В 1973—1982 годах Диас опять работает в Риме, в Государственном секретариате Ватикана, возглавляет отдел по отношениям с СССР, балтийскими республиками, Белоруссией, Украиной, Польшей, Болгарией, Китаем, Вьетнамом, Лаосом, Камбоджей, ЮАР, Намибией, Лесото, Свазилендом, Зимбабве, Эфиопией, Руандой, Бурунди, Угандой, Замбией, Кенией и Танзанией.

## Епископ
8 мая 1982 года назначен апостольским про-нунцием в Гане, Того и Бенине (по совместительству) и одновременно титулярным архиепископом Рузибизира. Рукоположён в сан 19 июня 1982 года в Патриаршей Ватиканской базилике государственным секретарём Святого Престола кардиналом Агостино Казароли. Ординацию помогали проводить секретарь Совета по общественным делам Церкви, титулярный архиепископ Новалицианы и будущий кардинал Акилле Сильвестрини и секретарь Конгрегации евангелизации народов, архиепископ Бангалора на покое, а также будущий кардинал Дурайсами Симон Лурдусами.
20 июня 1987 года стал апостольским нунцием в Корее, а 16 января 1991 года — апостольским нунцием в Албании, одновременно с 1992 года занимая должность апостольского администратора Южной Албании. Работая в Албании, Диас сыграл важную роль в возрождении католической церкви в этой стране после краха коммунистического режима.
8 ноября 1996 года назначен архиепископом Бомбея.

## Кардинал
Возведён в сан кардинала на консистории 21 февраля 2001 года. Кардинал-священник церкви Святого Духа в Феррателле. С 10 марта 2001 года член Совета кардиналов по изучению организационных и экономических проблем Святого Престола.
Участвовал в Конклаве 2005 года, рассматривался специалистами в качестве папабиля, одного из вероятных претендентов на вакантный папский престол.
По некоторым данным тесно связан с католической светской организацией «Опус Деи», что было, однако, решительно опровергнуто представителями Ватикана.
20 мая 2006 года папой Бенедиктом XVI назначен префектом Конгрегации Евангелизации Народов. 14 октября 2006 года покинул кафедру архиепископа Бомбея.
10 мая 2011 года папа римский Бенедикт XVI принял отставку кардинала Диаса с поста префекта Конгрегации Евангелизации Народов в связи с достижения предельного возраста отставки. Преемником на посту префекта Конгрегации стал монсеньор Фернадо Филони — бывший заместитель государственного секретаря Святого Престола по общим вопросам.
Участник Конклава 2013 года.